# Aleurodiscus dextrinoideocerussatus
Aleurodiscus dextrinoideocerussatus är en svampart som beskrevs av Manjón, M.N. Blanco & G. Moreno 1990. Aleurodiscus dextrinoideocerussatus ingår i släktet Aleurodiscus och familjen Stereaceae.   Inga underarter finns listade i Catalogue of Life.